# Municipio de Albany (Nebraska)
El municipio de Albany (en inglés: Albany Township) es un municipio ubicado en el condado de Harlan en el estado estadounidense de Nebraska. En el año 2010 tenía una población de 59 habitantes y una densidad poblacional de 0,64 personas por km².

## Geografía
El municipio de Albany se encuentra ubicado en las coordenadas 40°18′26″N 99°27′41″O / 40.30722, -99.46139. Según la Oficina del Censo de los Estados Unidos, el municipio tiene una superficie total de 92.11 km², de la cual 92,11 km² corresponden a tierra firme y (0 %) 0 km² es agua.

## Demografía
Según el censo de 2010, había 59 personas residiendo en el municipio de Albany. La densidad de población era de 0,64 hab./km². De los 59 habitantes, el municipio de Albany estaba compuesto por el 96,61 % blancos, el 1,69 % eran afroamericanos y el 1,69 % eran de una mezcla de razas. Del total de la población el 0 % eran hispanos o latinos de cualquier raza.